# Cor de Jager
Generaal Cornelis (Cor) de Jager (Oostburg, 17 augustus 1925 — Bosch en Duin, 1 december 2001) was van 1 mei 1977 tot eind oktober 1980 chef Landmachtstaf tevens bevelhebber der Landstrijdkrachten. Van november 1980 tot juni 1983 was hij chef-Defensiestaf. Per juli 1983 volgde zijn benoeming tot voorzitter van het militaire comité van de NAVO in Brussel. In 1986 nam hij afscheid van de Navo en tevens van de Krijgsmacht.
De Jager begon zijn carrière als beroepsmilitair in de Koninklijke Landmacht in 1949. Hij had al sinds eind 1944 gediend bij de Binnenlandse Strijdkrachten. Opgeleid in Engeland en bij de Artillerieschool werd hij in juli 1947 benoemd tot reserve tweede-luitenant der Artillerie.

## onderscheidingen
Grootofficier in de Orde van Oranje-Nassau met de Zwaarden (bij bevordering)

 Ridder in de Orde van de Nederlandse Leeuw

 Onderscheidingsteken voor Langdurige Dienst als Officier, aantal dienstjaren XXXV

 Vierdaagsekruis (3e deelname)

 Militaire Orde van Verdienste van Spanje in vredestijd

 Grootofficier in de Orde van Verdienste van Italië (1979)

 Commandeur de la Légion d'honneur (Commandeur in het Legioen van Eer) (Frankrijk) (1979)

 Commandeur in de Legion of Merit van de VS (1980)

 Ridder in de Orde van het Zwaard van Zweden (1955)

 Onderscheidingsteken Hogere Militaire Vorming (HMV) ('Gouden zon‘)